# جوكستلاهواكا
جوكستلاهواكا (تلفظ بالإسبانية: ‎/xuʃtɬaˈwaka/‏) هو كهف وموقع أثري في ولاية غيريرو المكسيكية يحتوي على جداريات مرتبطة بزخارف أولمك وأيقوناتها. إلى جانب كهف Oxtotitlán القريب، تحتوي جدران Juxtlahuaca على أقدم فن رسم متطور معروف في وسط أمريكا، والمثال الوحيد المعروف لفن الكهوف غير المايا في وسط أمريكا.